# Brücklein
Brücklein war eine Gemeinde im Landkreis Kulmbach (Oberfranken, Bayern) und ist ein Gemarkung auf dem Gemeindegebiet von Neudrossenfeld. Die Gemarkung hat eine Fläche von 6,900 km². Sie ist in 875 Flurstücke aufgeteilt, die eine durchschnittliche Flurstücksfläche von 7885,87 m² haben. In ihr liegen die Gemeindeteile Grauenthal, Hintere Lehen, Hornungsreuth, Oberbrücklein, Schwingen, Unterbrücklein und Vordere Lehen.

## Geschichte
Mit dem Gemeindeedikt wurde 1811 der Steuerdistrikt Brücklein gebildet, zu dem die Orte Grauenthal, Hornungsreuth, Lehen, Loch, Neuenreuth, Oberbrücklein, Schwingen und Unterbrücklein gehörten. 1812 wurde die Ruralgemeinde Brücklein gebildet, die deckungsgleich mit dem Steuerdistrikt war. Von 1818 bis 1821 war Hornungsreuth eine eigenständige, mittelbare Ruralgemeinde. Brücklein war in Verwaltung und Gerichtsbarkeit dem Landgericht Kulmbach zugeordnet und in der Finanzverwaltung dem Rentamt Kulmbach (1919 in Finanzamt Kulmbach umbenannt). 1853 wurde Neuenreuth abgetrennt und zur Ruralgemeinde erhoben. Ab 1862 gehörte Brücklein zum Bezirksamt Kulmbach (1939 in Landkreis Kulmbach umbenannt). Die Gerichtsbarkeit blieb beim Landgericht Kulmbach (1879 in das Amtsgericht Kulmbach umgewandelt). Die Gemeinde hatte eine Gebietsfläche von 6,932 km².
Am 1. Januar 1976 wurde die Gemeinde Brücklein im Zuge der Gebietsreform in Bayern nach Neudrossenfeld eingegliedert.

## Einwohnerentwicklung
| Jahr      | 1818  | 1840  | 1852  | 1855  | 1861  | 1867   | 1871   | 1875   | 1880   | 1885   | 1890   | 1895  | 1900   | 1905  | 1910   | 1919  | 1925   | 1933  | 1939  | 1946  | 1950   | 1952  | 1961  | 1970   |
| Einwohner | 353   | 417   | 438   | 431   | 425   | 441    | 441    | 455    | 488    | 493    | 482    | 448   | 439    | 469   | 465    | 451   | 433    | 416   | 391   | 541   | 560    | 514   | 415   | 406    |
| Häuser    | 58    |       |       |       |       |        | 69     |        |        | 71     | 74     |       | 77     |       |        |       | 75     |       |       |       | 74     |       | 82    |        |
| Quelle    | [ 3 ] | [ 8 ] | [ 8 ] | [ 8 ] | [ 9 ] | [ 10 ] | [ 11 ] | [ 12 ] | [ 13 ] | [ 14 ] | [ 15 ] | [ 8 ] | [ 16 ] | [ 8 ] | [ 17 ] | [ 8 ] | [ 18 ] | [ 8 ] | [ 8 ] | [ 8 ] | [ 19 ] | [ 8 ] | [ 4 ] | [ 20 ] |